# Барретт, Монте
Монте Барретт (англ. Monte Barrett; 26 мая 1971, Гринвилл, Северная Каролина, США) — американский боксёр-профессионал, выступавший в тяжёлой весовой категории.

## Профессиональная карьера
Дебютировал в августе 1996 года. Выиграл 18 поединков, и в октябре 1998 года победил бывшего чемпиона мира, постаревшего Грега Пейджа в 10-раундовом бою.
В апреле 1999 года Барретт победил американца Фила Джексона в бою за титул центральной Америки по версии WBC, и в апреле этого же года победил нокаутом в 1 раунде, Тима Рэя.
В августе 1999 года Барретт уступил Лэнсу Уитакеру раздельным решением судей и потерпед первое поражение на профессиональном ринге.
В 2000 году победил опытных соотечественников Деррика Бэнкса и нокаутировал Джимми Тундера.
В июле 2000 года Барретт вышел на ринг против Владимира Кличко. Бой был с обилием клинчей. В середине 1-го раунда Кличко при выходе из клинча пробил левый крюк в челюсть. Барретт зашатался, попятился назад и упал. Он поднялся на счёт 7. Украинец попытался добить противника, но американец входил в клинчи. В середине 4-го раунда Барретт сблизился с противником. Кличко тут же пробил левый хук в челюсть. Американец упал на канвас. Он поднялся на счёт 7. Кличко попытался добить противника, но Барретт отвечал на его атаки. В конце 7-го раунда американец наклонил голову, и украинец пробил правый полукросс-полуапперкот. Барретт попытался заклинчевать, но не удержался и упал. Он поднялся на счёт 7. Кличко сразу пробил левый хук. Барретт вновь упал. Он поднялся на счёт 6. Кличко сразу же провёл двойку — левый и правый хук — в челюсть. Барретт вновь упал. Рефери прекратил бой, не открывая счёт. Американец находился на полу больше минуты. После последней атаки у него над правым глазом образовалось кровотечение.
В июне 2001 года Барретт победил раздельным решением бывшего чемпиона мира, постаревшего Тима Уизерспуна. В 2003 году нокаутировал Эрика Киркленда.
В декабре 2003 года большинством голосов судей Барретт проиграл непобежденному американскому боксёру Джо Меси и потерпел третье поражение в карьере.
В марте 2004 года Монте победил раздельным решением непобежденного Доминика Гуинна.
В марте 2004 года Барретт в 7-м раунде непобежденного Оуэна Бека в отборочном бою сразу по двум версиям, IBF и  WBC.
В августе 2005 года бою за временный титул WBC Барретт уступил по очкам Хасиму Рахману.
В октябре 2006 года Барретт встретился с чемпионом мира в супертяжелом весе по версии WBA Николаем Валуевым. В середине 8-го раунда Валуев правым кроссом прошёлся вскольз головы Барретта. Американец упал. Рефери отсчитал нокдаун. Барретт поднялся на счёт 8. В начале 11-го раунда Валуев правым хуком попал в голову Баррету, и тот упал. Рефери не счел это нокдауном. После возобновления боя Валуев сразу же провел длинный левый хук, и Барретт вновь упал. Барретт встал на счёт 5. Валуев бросился его добивать. Барретт попытался спастись в клинчах. В середине раунда он провел двойку в голову, затем добавил ещё правый хук. Барретт отошёл к канатам. Валуев провел левый апперкот голову, и Барретт вновь упал. Барретт снова встал на счёт 5. Валуев опять попытался его добить, но Барретт вновь начал клинчевать. На ринг вышел тренер американца, и оттолкнув рефери, форсировал остановку поединка.
В июле 2007 года его нокаутировал малоизвестный Клифф Каузер. В декабре 2007 года Барретт в реванше сам нокаутировал Клиффа Каузера. В феврале 2008 победил нокаутом во втором раунде боксёра второго эшелона Деймона Рида.
В июне 2008 года Монте Барретт вышел на ринг против перспективного гиганта Тая Филдса, схожего по антропометрическим данным с Николаем Валуевым. В начале 1-го раунда Барретт в контратаке провёл два прицельных правых хука в челюсть. Он пробил также и третий правый хук, но удар прошёлся мимо. Затем Барретт добавил левый хук в бороду. Филдс зашатался и попятился назад. Барретт вдогонку выбросил правый хук в голову, затем ещё один. Филдс рухнул на канвас. Он тяжело вставал, и не успел подняться на счёт 10. Рефери зафиксировал нокаут. Поединок проходил в рамках шоу, организованного телеканалом HBO, главным событием которого был бой Мэнни Пакьяо — Дэвид Диас.
В ноябре 2008 года состоялся бой между Дэвидом Хэем и Монте Барреттом. Британец пять раз посылал на пол американца. В 5-м раунде после 5-го падения рефери остановил бой.
10 октября произошло интересное противостояние Одланьера Солиса с Барреттом. Интересным фактом явилось то, что американец получил приглашение на бой, всего за неделю. Бой начался активно, американец пытался держать дистанцию джебом, бегал по рингу, но иногда жесткие удары Солиса достигали своих целей. Раунд прошёл без особых потрясений. В первой половине второго раунда Баррет пропустил жесткий левый хук, и упал на канвас ринга, но сумел подняться. Сразу после нокдауна Одланьер бросился добивать оппонента, и после второго нокдауна рефери остановил бой.
В конце 2009 года, Барретт проиграл по очкам белорусу Александру Устинову.
В июле 2010 года, Барретт свёл в ничью бой со знаменитым новозеландским боксёром Дэвидом Туа, сумев в 12-м раунде отправить его в нокдаун.
В начале 2011 года Монте свёл в ничью ещё один бой, с джорнименом Чарльзом Дэвисом.
А в августе 2011 года, сенсационно победил в повторной схватке Дэвида Туа. Барретт стал первым и единственным боксёром, которому удалось отправить в нокдаун знаменитого новозеландского нокаутёра. 5 июля 2012 года, проиграл нокаутом Шейну Кэмерону. После этого Туа заявил о завершении своей карьеры.
25 июля 2012 года Барретт проиграл нокаутом новозеландцу Шейну Кэмерону.
3 апреля 2014 года проиграл нокаутом кубинскому проспекту, Луису Ортису.